# Carl Fahringer
Carl Fahringer (* 25. Dezember 1874 in Wiener Neustadt, Niederösterreich; † 4. Februar 1952 in Wien) war ein österreichischer Maler, Grafiker und Illustrator.

## Leben

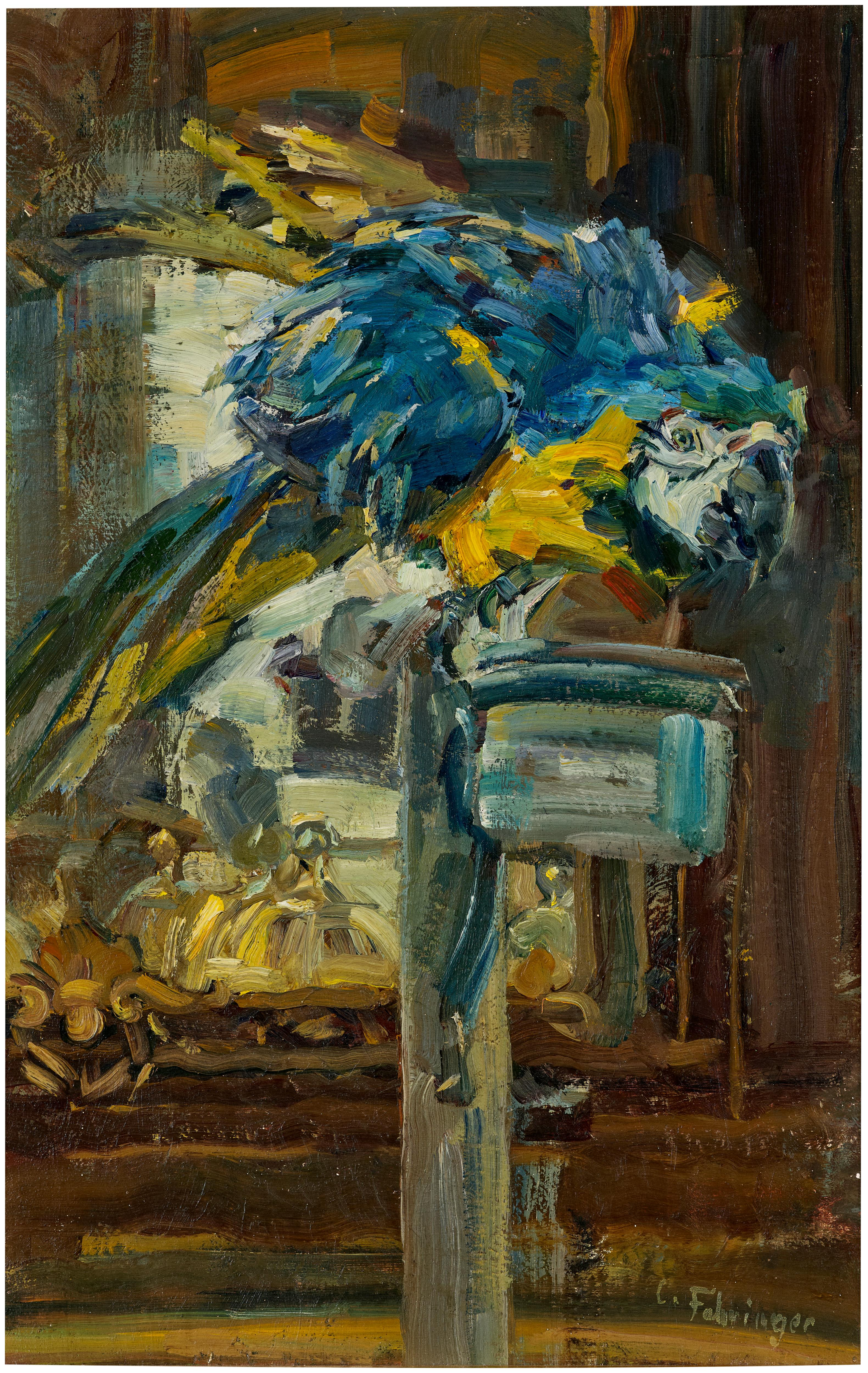
Der blaue Papagei; Öl auf Leinwand

Carl Fahringer studierte in den Jahren von 1892 bis 1897 an der Wiener Akademie unter Siegmund L’Allemand und August Eisenmenger, von 1898 bis 1902 an der Münchner Akademie unter Carl von Marr. Mehrere Studienreisen führten ihn durch Europa und den Orient. Von 1903 bis 1906 war Fahringer Mitglied des Hagenbundes und ab 1907 Mitglied der Genossenschaft Bildender Künstler. Von 1929 bis 1945 hatte er einen Lehrstuhl als Professor an der Wiener Akademie inne.

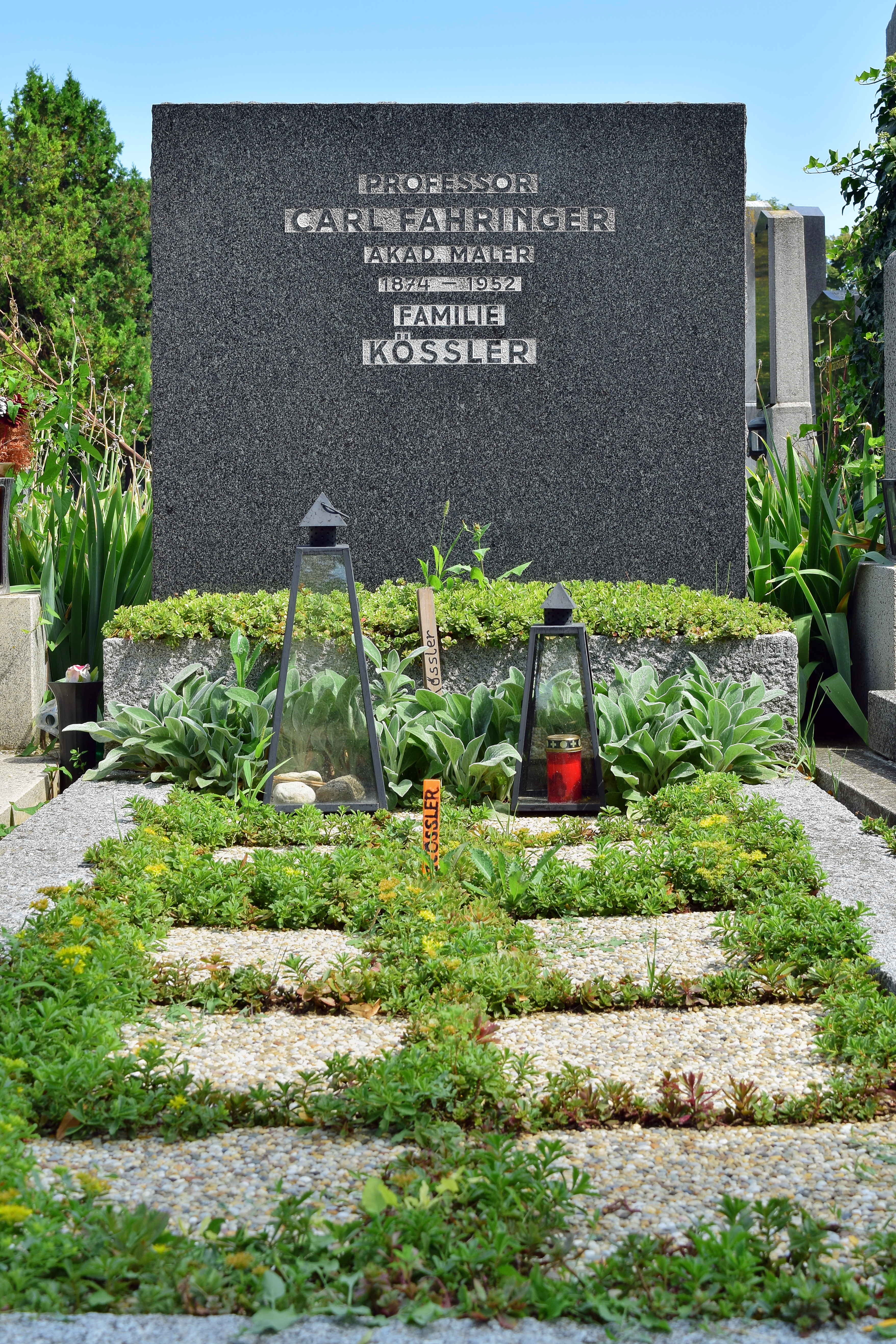
Ehrenhalber gewidmetes Grab auf dem Wiener Zentralfriedhof

Bei Ausbruch des Ersten Weltkrieges meldete sich Fahringer sofort freiwillig als Landsturmleutnant zum Kriegseinsatz. Er kämpfte an der russischen Front in Galizien und ab Mai 1915 an der Isonzofront, wo er – seit März 1915 Mitglied der Kunstgruppe im k.u.k. Kriegspressequartier – auch kurze Zeit als Kriegsmaler hinter der Front arbeitete. 1916 wurde er zum Landsturmoberleutnant befördert und erhielt zweimal die allerhöchste belobende Anerkennung für tapferes Verhalten vor dem Feind und 1916 das Ritterkreuz des Franz-Joseph-Ordens mit der Kriegsdekoration. Nach der Herbstoffensive 1917 bis zum Piave stand Fahringer beim Schützenregiment Nr. 26 am Tonalepass und erlebte die Auflösung der österreichischen Front im Eisacktal.
Fahringer beantragte am 27. Juni 1938 die Aufnahme in die NSDAP und wurde rückwirkend zum 1. Mai desselben Jahres aufgenommen (Mitgliedsnummer 6.134.990). Während des Zweiten Weltkrieges war er beim Griechenlandfeldzug als Kriegsmaler eingesetzt.
Nach seinem Tod wurde Fahringer in einem ehrenhalber gewidmeten Grab auf dem Wiener Zentralfriedhof beigesetzt (Gruppe 12 C, Reihe 16, Nr. 8).
Fahringer hinterließ hunderte von Werken, in der Hauptsache Aquarelle, Zeichnungen und Ölgemälde. Darin hielt er die charakteristischen Einzelheiten des Stellungskrieges, besonders im alpinen Bereich, fest. Seine Werke wurden zu einem großen Teil zugunsten des Roten Kreuzes auf Postkarten reproduziert.

## Werke (Auszug)
- Pfeiler der Stöger-Steinerbrücke über den Baca-Bach bei Podmelec, 1915/16, Öl auf Leinwand, 54 × 37 cm, Heeresgeschichtliches Museum, Wien
- Holländisches Mädchen, 1920
- Bali, 1929
- Tiger, 1945